# Jonathan - Dimensione avventura
Jonathan - Dimensione avventura è stato un programma televisivo italiano trasmesso su Canale 5 (dal 1984 al 1986) e poi su Italia 1 (dal 1986 al 1991) il lunedì in seconda serata, con replica, nei primi anni, al sabato pomeriggio seguente. Si trattava di un magazine sugli sport avventurosi, l'ambiente e la natura, condotto da Ambrogio Fogar.

## La trasmissione
Si trattava del primo magazine di approfondimento dedicato agli sport estremi, all'ambiente ed alla natura realizzato dalle reti Fininvest, trasmesso inizialmente da Canale 5, dal 22 ottobre 1984, e successivamente passato su Italia 1 dal 22 aprile 1986, per un totale di sette edizioni. Il programma era composto prevalentemente dalla ritrasmissione dei reportage realizzati dalla troupe dello stesso conduttore, Ambrogio Fogar, nei luoghi più avventurosi esistenti, come lo stretto di Bering, il deserto australiano, la Patagonia o l'Amazzonia e tanti altri ancora.
Oltre alla parte girata in esterna, la trasmissione prevedeva anche una parte in studio durante la quale il conduttore intervistava i protagonisti delle imprese più estreme, come Reinhold Messner o altri, mentre alcune puntate monografiche sono state realizzate su personaggi come per esempio Jacques Mayol, oppure sui lavori avventurosi, come i ricercatori nelle profondità dei mari, o l'attività di estrazione dei diamanti nelle miniere del Sudafrica, o altro.
La musica della sigla è Adventure di Enzo Piovan.

## Accoglienza e successo
La trasmissione ha ottenuto nel corso delle stagioni un enorme successo; nel 1985, durante il Gran Premio Internazionale dello Spettacolo, ha vinto un telegatto come "miglior programma di informazione e cultura", e in particolar modo crebbe la popolarità di Ambrogio Fogar, che venne imitato più volte all'interno del varietà Drive In da Massimo Boldi, Teo Teocoli e Ezio Greggio, che lo rappresentavano durante una spedizione al Polo insieme al suo cane Armaduk. Il programma venne parodiato anche nella trasmissione per ragazzi Bim bum bam nell'intermezzo Uanathan - Dimensione avventura.
La trasmissione ottenne notevoli risultati d'ascolto, raggiungendo i 4 milioni di ascoltatori secondo i dati Istel.

## Il simbolo
Il simbolo della trasmissione era "Jonathan", un gabbiano bianco, simbolo di libertà.

## Antologia di Jonathan
Antologia di Jonathan era un affine di Jonathan - Dimensione avventura; presentato sempre da Ambrogio Fogar è andato in onda ugualmente su Canale 5 dal 1984 al 1986 e su Italia 1 dal 1986 al 1991.

## Spin-off
Della trasmissione è stata realizzata per il canale digitale Iris una nuova versione nel 2007 intitolata Jonathan, sulle tracce dell'avventura e condotta da Francesca Fogar, figlia di Ambrogio Fogar; il programma è andato in onda fino al 2010.